# Historicita Bible
Bible je nejen teologická kniha, ale i kniha historická. Celé její poselství je založeno na historických událostech. Biblický popis těchto událostí a s nimi spojených reálií byl po celá staletí jediným pramenem pro jejich historické poznání. Hlavně na jejím základě byly během 19. a 20. století objeveny a zrekonstruovány starověké dějiny mnoha oblastí Blízkého Východu. I dnes je Bible cenným historickým dokumentem, který pomáhá při archeologických výzkumech a poznávání dějin Blízkého Východu.

## Problematika historicity Bible
Věrohodnost každého historického pramene je potřebné prověřit. Bible obsahuje mnoho unikátních i nadpřirozených událostí, jako rozdělení Rákosového moře Mojžíšem nebo zmrtvýchvstání Ježíše Krista. Kriticky uvažující historik na ni jakožto na pramen proto pohlíží s velkými pochybnostmi. Od 17. století a s větší intenzitou pak od doby osvícenství je celá řada míst v biblických textech z tohoto důvodu označována za zprávy historicky chybné nebo vymyšlené. Historici zaujímají k bibli nejrůznější postoje, od tzv. biblického minimalismu, který ji na základě zmíněných argumentů považuje za sbírku legend, sepsanou skupinkou židovských kněží po návratu z babylónského zajetí, po tzv. biblický maximalismus, který ji deklaruje za historicky přesnou, aniž by dokázal objektivně vysvětlit různá kontroverzní místa.
Bible jako historický pramen je proto stále studována. Zkoumají se různé zachované exempláře biblických textů, jejich různé překlady i vznik kánonu, tedy současné sbírky biblických knih. Bible je porovnávána s jinými starověkými dokumenty a s poznatky archeologie, geografie, astronomie, paleografie, lingvistiky a dalších věd, které nejen prověřují jednotlivé popisované události a další údaje, ale také pomáhají osvětlit a lépe vysvětlit různé detaily v biblických textech.

## Materiál a metody

### Rukopisy a kánon
Texty Bible se nám nezachovaly ve svých původních exemplářích, nýbrž pouze v opisech, časově bližších nebo vzdálenějších době vzniku textu. Mezi opisy se vyskytují rozdíly, vysvětlované většinou písařskými chybami při opisování. Rozdíly jsou i v samotné sestavě biblických textů, tedy v otázce, které biblické knihy patří do biblického kánonu.
Ověřováním původnosti či zjišťováním původní podoby biblického textu se zabývá tzv. nižší textová kritika. Ta vychází z toho, že pokud při opisování textů vznikaly chyby, pak je možno je odhalit na základě textových zákonitostí — různí písaři dělali chyby na různých místech, některá místa se připodobnila místům jiným, písaři doplňovali na některá místa vlastní vysvětlivky a pod.
Původní podoba Starého zákona se rekonstruuje hlavně podle hebrejského (a částečně aramejského) masoretského textu a podle Septuaginty a Pešity jako nejstarších dochovaných překladů. Nejstarším dokladem je část textu s tzv. Áronovým požehnáním na stříbrném amuletu datovaná přibližně do roku 600 př. n. l. Velmi důležitým nálezem byly svitky od Mrtvého moře, které obsahují texty většiny starozákonních knih.
Nový zákon se zachoval přibližně v 5 500 řeckých manuskriptech a kolem 10 000 latinských. Žádné jiné dílo starověku se nezachovalo v tolika exemplářích. Například Homérova Ilias se zachovala v 643 kopiích. Takovýto veliký počet rukopisů umožnil metodami textové (nižší) kritiky velmi dobře vyloučit písařské chyby a velmi spolehlivě určit původní text. Aktuální text Nového zákona je stejný, jaký byl v době jeho prvního napsání. Některá víceznačná místa jsou v dnešních biblích vyznačena a jsou uvedeny všechny varianty. Těchto veršů je velmi málo a nemají vliv na celkový smysl textu Nového zákona.
Vyšší kritika se snaží určit autorství dokumentů, dobu jejich vzniku, význam pro publikum a podobně. Její výsledky jsou mnohem méně objektivní, velmi spekulativní, častokrát v rozporu a vědci jsou rozděleni na více táborů.3
Biblický kánon se vyvíjel několik staletí. Šlo o seznam důvěryhodných knih, které správně podávaly křesťanské učení. Výběr těchto knih se dělal velmi přísně. V roku 200 biskup Serapion píše: „přijímáme Petra i ostatní apoštoly jako Krista, jako zkušení lidé prověřujeme spisy, které jsou jim falešně připisovány, protože víme, že takové věci nam odkázány nebyly“4. Spis musel pocházet od apoštola anebo jeho přímého žáka. Musel souhlasit se všeobecně známou křesťanskou vírou. Jestli kvůli němu vznikla někdy bludná učení, byl odmítnut. První čtyři evangelia byla považována za spolehlivá velmi brzy. Už Ireneus je uvádí kolem roku 180. Podle nich byly posuzovány ostatní spisy. Proto mnoho jiných spisů bylo odmítnutých jako nespolehlivé a nepřesné (například evangelium podle Tomáše, Petrovo evangelium a další). Atanázius, biskup v Alexandrii během Velikonočních svátků v roce 367 vyjmenoval seznam knih, které dodnes tvoří Nový zákon. Použil frázi „kanonizovány“ (kanonizomena). Seznam těchto jistých knih byl v roce 382 přijat na koncilu v Říme, když byl papežem Damasus I. Tak se staly kanonickými i na Západe. V současnosti se vědci domnívají, že výběr knih do kánonu byl v minulosti udělán velmi dobře. Někteří tvrdí, že by tam přece jen mělo patřit i Evangelium podle Tomáše, ale jiní zase oponují, že nepřináší nic podstatného.5

### Biblické texty

#### Hebrejská bible
Tvoří ji velký počet dokumentů. Jsou to různé žánry: kroniky, vyprávění, písně, modlitby atd. Autoři některých nejsou známi anebo jsou o nich pochybnosti. Tyto dokumenty se dělí na několik skupin.

##### Tóra: Genesis – Deuteronómium
Obsahuje rozprávění jak Bůh stvořil svět a lidské bytosti. První lidé neposlechli Boží příkazy a svět byl porušen. Bůh seslal potopu a potrestal zlé lidi, ale zachránil Nóacha s rodinou. Vybral si Abrahama, který poslouchal jeho vůli. Potomci Abrahamova vnuka Jákoba odešli do Egypta. Tam byli otroky. Bůh poslal Mojžíše a vysvobodil je. Dovedl je do krajiny Kanaán, kterou slíbil Abrahamovi.

##### Deuteronomická historie: Józue – 2. kniha Královská
Izraelité dobyli Kanaánsku krajinu. Vládli nad nimi soudcové až po Samuela. Pak si zvolili za krále Saula. Po něm Bůh vybral za krále Davida. Jeho potomci rozdělili říši na Izrael (severně) a Júdsko (jižně). Neposlouchali Boží zákony a byli poraženi a odvlečeni do zajetí v Asýrii a později Babylonu. Šalamounův chrám v Jeruzalémě byl zničen.

##### Kronikářská historie: 1. a 2. kniha Kronická, Ezdráš, Nehemiáš
Kroniky opakují historii uváděnou v knihách královských. Přidávají některé nové detaily. Babylón je poražen králem Kýrem (Peršané) a židé se mohou vrátit a znovu postavit chrám.

##### Jiné knihy
Jde hlavně o prorocké knihy, které oznamují Boží zákony a příkazy. Proroci Ámos a Ozeáš působili kolem roku 800 př. n. l. Proroci Jeremiáš a Ezechiel existovali během Babylonského zajetí.
Některé další knihy jsou zahrnuty jen v některých kánonech. Knihy Makabejské popisují historické události v závěru 2. století př. n. l.

#### Nový zákon
Skládá se z historických knih – čtyři Evangelia a Skutky Apoštolů, vyučujících knih – listy apoštolů jednotlivcům anebo církevním sborům a prorocké knihy – Zjevení Jana.

### Mimobiblické prameny
Do 19. století byla Bible zkoumána jen prostředky textové kritiky a byla porovnávána jen sama se sebou. V posledních 200 letech bylo vynalezeno mnoho nových možností:
- jiné starověké dokumenty,
- archeologické vykopávky, které jsou zkoumané pomocí nejnovějších technologií,
- lingvistika, historická geografie, demografie, sociologie, technické vědy, polnohospodářské vědy a další,
- nekanonické texty, které navzdory nesprávnému teologickému obsahu jsou užitečné pro historický výzkum.

## Historie kritiky spolehlivosti Bible

### Hebrejská bible
Po celá staletí až do 18. století se v křesťanském světe věřilo v existenci rajské zahrady, potopy, Babylonské věže, že Země je stará přibližně 5000 let před narozením Krista a že příběhy o patriarších jsou doslovná pravda. Existovaly i tehdy různé názory na některé otázky například Augustin (354–430) nebo Maimonides. Šlo hlavně o pasáže Genesis 1-11, které obsahovaly velmi neobvyklý obsah. Ale přesnost Bible byla stále široce uznávána.
První problémy vznikly kvůli spojení biblického učení s Aristotelovými názory během středověku. Křesťanský pohled na svět a biblické texty byly vysvětlovány pomocí Aristotelovy filozofie. Každá chyba, nalezená v Aristotelových myšlenkách pak poškozovala i biblické učení. Poprvé se to projevilo při Galileovi a sporu o geocentrismus a heliocentrismus.6 Další problémy přišly po vzniku geologie jako vědní disciplíny v roku 1788. Do té doby se různé geologické jevy vysvětlovaly jako pozůstatky potopy (katastrofizmus). Teď vznikla teorie unifomitarianizmu, která tvrdila, že všecky výrazné artefakty na Zemi vznikly postupným působením malých sil během dlouhých období. Darwinova teorie evolučního vývoje živých organizmů publikovaná v díle O původu druhů (1859) významně protiřečila biblickému příběhu o stvoření a rajské zahradě. Pod jejím vlivem se kapitoly Genesis 1–11 začaly vysvětlovat čistě na teologicko/mytologické rovině a ne historicky. V době osvícenství někteří učenci jako Thomas Hobbes (v dílu Leviatan), Baruch Spinoza, Richard Simon začali tvrdit, že Mojžíš nebyl autorem Genesis ani ostatních knih Pentateuchu. Vedla je k tomu různá místa v textu, která se opakovala anebo si protiřečila. Bibli začali považovat za sbírku upravených babylonských mýtů, která byla napsána mnoho staletí po událostech a pracovalo na ní mnoho redaktorů. V tomto období se pochybovalo, či vůbec v Mojžíšových časech už bylo známo písmo. Pokračovateli těchto názorů byli Jean Astruc, který začal rozlišovat původní prameny použité na sestavení Pentateuchu podle formy použitého Božího jména (Elohim/J-H-W-H). Julius Wellhausen (Tübingenská škola) zformuloval hypotézu dokumentů, která tvrdila, že Pentateuch je poskládán z různých dokumentů, na kterých pracovalo mnoho redaktorů během staletí. Hermann Gunkel, Albrecht Alt a Martin Noth (kritika tradice) se domnívali, že primární zdroj informací o biblických postavách bylo ústní podání. Z tohoto důvodu tvrdili, že jestli i existovali Abrahám a jiní patriarchové jako historické postavy, pozdější generace z nich vytvořili legendy při ústním odevzdávaní jejich zkušeností. Copenhagenská škola na základě těchto hypotéz dokonce tvrdí, že historický Izrael je jen pár archeologických pozůstatků a biblický Izrael existuje jen v Bibli. Považují Starou smlouvu za výtvor představivosti malé židovské komunity v Jeruzalémě po návratu z babylonského zajetí kolem roku 539 př. n. l.
Odpovědí ze strany konzervativních vědců byly výsledky archeologických vykopávek v Mezopotámii. Archeologové Paul-Émile Botta, Austen Henry Layard, Ernest de Sarzec, Leonard Woolley vynesli na světlo starověké kultury, které byly po staletí známy jen z Bible. I proto byly mnohé postavy pokládány za vymyšlené a biblické příběhy považovány za mýty a legendy. V tomto období byla za mýtus považována například i Trójská válka, kterou opisoval Homér ve své Ílias.7 Archeologické vykopávky v širokém rozsahu potvrdily biblické záznamy dokonce i z doby patriarchů. Současně osvětlily i vícerá biblická místa, která byla dosud nejasná kvůli neznalosti tehdejší doby a zvyklostí. Po nich pokračoval W. F. Albright, který je považován za zakladatele biblické archeologie. Jeho základní myšlenkou bylo, že i když se nedá dokázat historicita všech příběhů patriarchů, přece to byly reálné postavy, které se dají umístit do historie pomocí archeologických nálezů. Měl obrovský vliv na archeologii těchto oblastí. Jeho úspěchy se po přehodnocení pozdějšími generacemi vědců ukazují jako částečné.
Největší spory se pravděpodobně vedou o historicitu událostí zapsaných v knize Jozue (dobytí Kanaánu). Někteří vědci tvrdí, že města, která měl Józue dobýt, byla již dávno před ním neobývána nebo dobyta v jiné době. Nebyly nalezeny ani žádné jasné pozůstatky po Davidově a Šalamounově říši. Situace je poměrně komplikovaná, protože byly objeveny dva sloupy (Méšova stéla, Stéla z Tel Dánu), které uvádějí Davidovskou dynastii a události popsané v biblických knihách. Bibličtí kritici taky poukazují na množství anachronizmů, která se podle nich nacházejí v Samuelových knihách. Jde hlavně o brnění (1 Samuel 17:4–7, 38–39; 25:13), používání velbloudů (1 Samuel 30:17), jezdců (1 Samuel 13:5, 2 Samuel 1:6), železné motyky a sekery (2 Samuel 12:31), vyspělé obléhací techniky (2 Samuel 20:15), obrovské bojové jednotky (2 Samuel 17:1), vojsko s 20 000 bojovníky (2 Samuel 18:7) a uvádění nubijských vojáků, kteří byli všeobecně známi až v 8. století př. n. l.

### Nový zákon
Historicita Ježíše a Nové smlouvy je dodnes velmi diskutovaná mezi biblickými vědci. Hnutí „hledání historického Ježíše“, které začalo v 18. století, trvá dodnes. Nová smlouva obsahuje mnoho věcí, které jsou jedinečné a neobvyklé (například zmrtvýchvstání Ježíše). Už v starověku vzbuzovaly podezření nejen tyto pasáže, ale i jazyk Bible a kompozice (například Celsus). Proto už během osvícenství se vystupňovala snaha vysvětlovat ji obrazně a ne historicky. Předpokládalo se, že se zjistí faktografické chyby a že se ukáže, že až pozdější generace vytvořily kult kolem osoby Ježíše.
Nejstarší zachovaný zlomek Nové smlouvy je papyrus Ryland P52. Je datován do období 125–160 a byl nalezen v Egyptě. Byly nalezeny i zlomky ostatních knih Nové smlouvy, datované hlavně do závěru 2. století. Dokazuje to rozšířenost křesťanství na velkém území Římské říše. Zároveň potvrzují neporušenost biblického textu do velmi rané doby.
Většina vědců se shoduje, že evangelia (obsahují nejvíc materiálu o Ježíšovi) byla zapsána v letech 60–95. Bylo to přibližně 40 až 60 let po skutečných událostech, když ještě žili mnozí očití svědkové událostí. Autorem těchto spisů hrozila za jejich šíření smrt a to zvyšuje důvěryhodnost těchto textů.
Podle tradičního názoru autorem Markova evangelia je Marek, který byl přímým učedníkem apoštola Petra a napsal jej podle jeho vzpomínek. Právě v tomto evangeliu se nachází nejvíc záznamů o Petrových selháních, což zvyšuje jeho důvěryhodnost. Diskutovanou tematikou je chybějící zakončení tohoto evangelia anebo dva různé závěry.
Evangelium podle Matouše má velmi židovský tón. Vyskytuje se tu i mnoho židovských slov. Vědci se domnívají, že původní Ježíšova služba byla zaměřena na Židy. Toto potvrzují i některé výroky v tomto evangeliu. Další vědci se domnívají, že tento pohled vzniká jen proto, že Matouš adresoval své evangelium právě Židům.
Lukáš napsal evangelium a Skutky apoštolů. Jeho dílo pokrývá historii křesťanství od úplného počátku až po jeho rozšíření v Římské říši. Obě díla mají podobný styl a Skutky uvádějí evangelium podle Lukáše jako svůj první díl. Obě jsou adresovány Theofilovi, který není blíže znám. Ačkoli Lukáš píše, že se snažil být co nejpřesnější (Lukáš 1:1-4: „I když se již mnozí pokusili sepsat vypravování o událostech, které se mezi námi naplnily, jak nám je předali ti, kteří byli od počátku očitými svědky a služebníky slova, rozhodl jsem se také já, když jsem vše znovu důkladně prošel, že ti to v pravém sledu vypíši, vznešený Theofile, abys poznal hodnověrnost toho, v čem jsi byl vyučován“), někteří vědci zpochybňují jeho přesnost. Jde hlavně o údaj o Quiríniovi, který podle Lukáše měl být správcem během sčítaní lidu. Tento údaj nesedí s léty, které uvádí evangelium podle Matouše. V současnosti se vedou diskuse, že mohlo jít o dvě osoby s tím jistým jménem nebo o dočasné vyjmenování. Podobně při porovnání knihy Skutky apoštolů s Listy apoštola Pavla dochází k některým datovým nesrovnalostem. Tento problém je zatím předmětem výzkumu. Evangelista Lukáš uvádí ve svých dvou knihách mnoho geografických podrobností. Bylo prozkoumáno 32 krajin, 54 měst a 9 ostrovů a nebyla nalezena žádná chyba.
V současnosti je velmi přijímaná hypotéza 2 pramenů. Tvrdí, že evangelisté Matouš a Lukáš při své tvorbě používali evangelium podle Marka, které vědci považují za nejstarší. Krom něho měli pravděpodobně přístup k jiným starším historickým zdrojům, které vědci nazvali Q nebo Logia.
Blíž k reálným událostem byly zapsány listy apoštola Pavla. Listy Galatským a Tesalonickým jsou datované kolem roku 50, tedy přibližně 20 let po ukřižování. Pavel ve svých listech píše téměř o všech klíčových věcech týkajících se Ježíše jako o historických faktech. Uvádí ho jako Davidova potomka, poslední večeři, ukřižování i zmrtvýchvstání. Jeho vzkříšení považuje za základ křesťanské víry („A jestliže Kristus nebyl vzkříšen, pak je naše zvěst klamná, a klamná je i vaše víra..“ 1.Korintským 15:14). Pavlovo autorství bylo napadeno Tübingenskou školou a později hnutím radikálního kriticizmu. V současnosti vědci uznávají Pavla jako autora většiny listů v Nové smlouvě.
Nezávislé starověké písemné zdroje taky uvádějí Ježíše jako historickou postavu. Uvádějí ho jako učitele, kterého následovalo množství lidí, který byl ukřižován za Piláta z Pontu a kterého ctili jako Boha. Jde hlavně o římské historiky – Tacita a Suetonia, zvyky prvních křesťanů opisuje Plínius Mladší. Též židovské dokumenty (Talmud, Josef Flavius) uvádějí Ježíše jako historickou postavu. Starověké prameny potvrzují i velkou faktografickou přesnost Nové smlouvy. Potvrzují existenci velikého množství osob, míst a událostí, které jsou uváděny v Nové smlouvě (seznam biblických postav identifikovaných v nebiblických zdrojích). Evangelista Lukáš uvádí velmi přesně různé komplikované tituly tehdejších panovníků, které se ukázaly přesné po porovnaní s jinými texty.
Za úplně nejstarší zapsaný záznam o Ježíšovi se považuje pasáž v 1. Korintským 15:3-4: „Odevzdal jsem vám především, co jsem sám přijal, že Kristus zemřel za naše hříchy podle Písem a byl pohřben; byl vzkříšen třetího dne podle Písem..“ Vědci se shodují, že jde o tzv. krédo – stručné shrnutí čemu křesťané věří. Apoštol Pavel ho přebral od ostatních apoštolů při své návštěvě v Jeruzalémě. Tento text byl všeobecně používán už přibližně do 10 let po ukřižování. Jednoznačně potvrzuje historicitu Ježíše a je historicky spolehlivý. V takovémto krátkém období po událostech ještě nemohly vzniknout mýty, žili mnozí očití svědkové.
Vědci pracující v oboru biblické kritiky za poslední staletí vykonali mnoho práce. Podařilo se zrekonstruovat biblický text do takové podoby, jak byl původně zapsaný a identifikovat všechny jeho varianty. Nepotvrdila se očekávaní některých (modernistických) vědců, kteří tvrdili, že Ježíš nikdy neexistoval nebo že byl jen moudrý rabín a později se z něho stala legenda (hledání historického Ježíše). I po podrobné analýze biblické texty stále podávají obraz neobyčejného člověka.8 V současnosti se biblická kritika zaměřuje na prozkoumání vztahu mezi Ježíšem a tehdejšími politickými a náboženskými proudy v židovství.
Archeologické vykopávky nemohou přímo potvrdit mnohé události v Nové smlouvě. Používají se jako nepřímé nebo podporující důkazy. Archeolog J. McRay říká: „Archeologie nevynesla na světlo nic, co by jednoznačně protiřečilo Bibli“9. Víceré nalezené artefakty (seznam artefaktů souvisejících s Biblí) potvrzují osoby nebo místa popsaná v Nové smlouvě.
Objev svitků při Mrtvém moři byl významnou událostí. Svitky nám podávají obraz židovstva v 1. století n. l. Vědci říkají, že tento obraz je stejný, jak ho kreslí křesťanské spisy.

### Současný pohled na historicitu Bible
V současnosti stále existuje široké spektrum názorů na původ biblických textů a jejich historicitu. Jsou to hlavně:
Bibličtí minimalisté většinou považují Bibli za nevelmi přesný historický pramen a za historicky spolehlivější považují archeologické vykopávky. V předcházejících staletích tvrdili, že příběhy byly tradovány ústně a proto je není možné považovat za historicky přesné (kritika tradice). Dnes, po objevu starověkých písemných záznamů, připisují velký význam hypotéze dokumentů (případně hypotéze zlomků nebo hypotéze doplňků), které v podstatě tvrdí, že příběhy byly v minulosti zapsané mnohem později po událostech a byly během staletí dále upravovány. Poslední velká redakční úprava se pravděpodobně odehrála za panování Joziáše v 7. století př. n. l. Tyto hypotézy jsou sice široce přijímány, ale nedokázány a i v současnosti jsou upravovány. Vážnější argumenty pocházejí spíše z archeologických vykopávek. O mnoha městech, která měli Izraelité dobýt platí, že byla zničena v jiném období. Tento problém je možné řešit jiným datováním dobývání Kanaánu Izraelci, ale zatím nebyl uspokojivě vyřešen.
Bibličtí maximalisté považují biblické správy za realistické, historicky přesné a spolehlivé (určité pochybnosti existují o historicitě Genesis 1–11).
Různí vědci různě hodnotí jednotlivé části Bible, některé hypotézy přijímají a některé odmítají, takže toto rozdělení je jen velmi schematické. I velmi významní vědci se výrazně liší ve svých názorech nebo je během své kariéry změní (například W. G. Dever [What Did the Biblical Writers Know and When Did They Know It?]). Velkou úlohu tu hrají nejen fakta, ale i náboženské přesvědčení vědců (křesťanství, ateizmus, judaizmus atd.) a to v obou táborech. V současnosti dochází k určitému uvolnění napětí a názory vědců se nacházejí uprostřed těchto dvou extrémů.